# Uç bey
Uç bey ou uch bey (turc ottoman : اوج بگ
) était le titre donné aux chefs guerriers semi-autonomes pendant le Sultanat de Rum  et la montée de l'Empire ottoman. En tant que chefs de bandes de guerriers akinji, ils ont joué un rôle de premier plan lors des conquêtes de l'Empire byzantin et des autres États chrétiens des Balkans.
Le terme est analogue à marzban persan ou margrave d'Europe occidentale. Les Uch beys étaient proclamés ghazis et étaient en règle générale des derviches. Après que Michel VIII Paléologue eut supprimé les akritai et les concessions de terres  grâce auxquelles ils avaient survécu, de nombreux renégats byzantins passèrent au service des Ottomans.
Le premier uch bey de Roumélie fut Lala Şahin Pacha, qui conquit Edirne, Boruj, Plovdiv, et fut plus tard le beylerbey de Roumélie Eyalet. Pacha Yiğit Bey était un bey de Skopje qui se dirigea vers les terres serbes et grecques, avançant vers la Bosnie et la Morée . Ertuğrul, père du premier sultan ottoman Osman Ier, était le bey de Söğüt.